# 好きっ
『好きっ』（すきっ）は、三森すずこの1枚目のオリジナルアルバム。2014年4月2日にポニーキャニオンから発売された。
自身初となるアルバムで、これまでの作品を総括した集大成的な作品に仕上がっている。タイトルの「っ」は、自身の写真集やメールに小さい「っ」を使用することと爽やかな感じを表現したかっため入れたという。なお当初は英語にすることも検討したという。ちなみに曲順は三森自身が季節の移り変わりを考えて決められた。

## 音楽性
1曲目「グローリー！」は、2014年2月5日にきゃにめ.jp限定・配信限定シングルとして発売された曲であり、テレビアニメ『ダイヤのA』のエンディングテーマ。伴奏がブラスバンドになっていてテンションが上がるため、曲を聴いた時点で好きになったという。
2曲目「夢見る！信じる！未来叶えて！」は、テレビアニメ『マイリトルポニー〜トモダチは魔法〜』のオープニングテーマ。三森曰く「マジカルな世界観にあった曲」に仕上がっており、レコーディングでは太田雅友が作曲を手掛けたこともあってかリラックスできたという。
3曲目「サンシャインハーモニー」は、三森の中学・高校時代の友人について歌った曲で、レコーディングでは三森の母校が視界に収まる範囲内で行われた。PVは友人を伴って母校を訪れる内容になっている。
4曲目「会いたいよ...会いたいよ！」は、1stシングル曲。
5曲目「ミライスタート」は、1stシングルカップリング曲であり、テレビアニメ『マイリトルポニー〜トモダチは魔法〜』のオープニングテーマ。
6曲目「みんなでイエー☆オーッ!!」は、ライブを意識した曲。レコーディングでは真夏のビーチをイメージしながら行ったという。
7曲目「サマーバケーション」は、2ndシングルカップリング曲。
8曲目「約束してよ？一緒だよ！」は、2ndシングル曲。
9曲目「スイートホーム」は、三森の家族に対しての感謝の気持ちを歌った曲。作詞する際は自身の家族および反抗期をA4用紙の表と裏に箇条書きした上で行ったという。
10曲目「私...見守ってるよ！」は、3rdシングルカップリング曲。
11曲目「恋のキモチは5%」は、カーディガンズの様な雰囲気の曲。完成時はリピートする程ハマッていたという。
12曲目「大切なキミ」は、「大人の三森」を表現した温かい曲。
13曲目「全部受けとって、強く抱きしめて。」。
14曲目「ユニバーページ」は、3rdシングル曲であり、テレビアニメ『アウトブレイク・カンパニー』のオープニングテーマ。

## リリース・プロモーション
2014年4月2日にポニーキャニオンから発売された。
販売形態は、BD付初回限定盤（PCCG-1388）・DVD付初回限定盤（PCCG-1389）・通常盤（PCCG-1390）の3種リリースで、初回限定盤には「会いたいよ...会いたいよ！」、「約束してよ？一緒だよ！」、「ユニバーページ」、「スイートホーム」、「サンシャインハーモニー」のPV、および「サンシャインハーモニー」のメイキングと三森のスペシャルウインク集を収録したBD・DVDが同梱されている。ちなみに初回限定盤にはミニライトノベル『Jingle Love Story 〜最終楽章〜』が封入されている。なお初回限定盤のBD・DVDに同梱されている「三森すずこスペシャルウインク集」は、これまでのシングルおよび「サンシャインハーモニー」を繋げた内容になっている。
本アルバムの発売を記念して、4月6日にアニメイト池袋本店にて『三森すずこ1stAL発売記念イベント「会いたいよ！一緒だよ！見守ってるよ！全部受け取って！」』が開催された。
本アルバムを引っ提げて、三森の初となるライブツアー『大好きっ』が6月14日から6月28日まで開催された。6月28日に行われたTOKYO DOME CITY HALL公演の模様を収録したBDおよびDVDが、三森の1作目のライブビデオとして11月26日にポニーキャニオンから発売された。

## 収録内容
| #         | タイトル                             | 作詞                     | 作曲        | 編曲        | 時間  |
| --------- | ------------------------------------ | ------------------------ | ----------- | ----------- | ----- |
| 1.        | 「グローリー！」                     | しほり                   | EFFY        | EFFY        | 3:16  |
| 2.        | 「夢見る！信じる！未来叶えて！」     | しほり                   | 太田雅友    | EFFY        | 3:32  |
| 3.        | 「サンシャインハーモニー」           | ENA☆                     | 前澤寛之    | yamazo      | 4:03  |
| 4.        | 「会いたいよ...会いたいよ！」        | 畑亜貴                   | 太田雅友    | 太田雅友    | 3:20  |
| 5.        | 「ミライスタート」                   | 畑亜貴                   | 俊龍        | Sizuk       | 4:16  |
| 6.        | 「みんなでイエー☆オーッ!!」          | 小松一也                 | 小松一也    | 小松一也    | 4:03  |
| 7.        | 「サマーバケーション」               | しほり                   | しほり      | EFFY        | 3:46  |
| 8.        | 「約束してよ？一緒だよ！」           | 畑亜貴                   | shilo       | 中西亮輔    | 4:00  |
| 9.        | 「スイートホーム」                   | YADAKO (Myu)、三森すずこ | Masse (Myu) | Masse (Myu) | 3:40  |
| 10.       | 「私...見守ってるよ！」              | 畑亜貴                   | しほり      | 森慎太郎    | 3:48  |
| 11.       | 「恋のキモチは5%」                   | 矢野博康                 | 矢野博康    | 矢野博康    | 4:06  |
| 12.       | 「大切なキミ」                       | SUIMI                    | 板垣祐介    | 板垣祐介    | 3:47  |
| 13.       | 「全部受けとって、強く抱きしめて。」 | 渡辺翔                   | 渡辺翔      | yamazo      | 3:37  |
| 14.       | 「ユニバーページ」                   | 渡辺翔                   | 渡辺翔      | 増田武史    | 3:51  |
| 合計時間: | 合計時間:                            | 合計時間:                | 合計時間:   | 合計時間:   | 53:11 |

| #  | タイトル                                   | 作詞 | 作曲・編曲 |
| -- | ------------------------------------------ | ---- | ---------- |
| 1. | 「会いたいよ...会いたいよ！」(Music Video) |      |            |
| 2. | 「約束してよ？一緒だよ！」(Music Video)    |      |            |
| 3. | 「ユニバーページ」(Music Video)            |      |            |
| 4. | 「スイートホーム」(Music Video)            |      |            |
| 5. | 「サンシャインハーモニー」(Music Video)    |      |            |
| 6. | 「Making of 「サンシャインハーモニー」」   |      |            |
| 7. | 「三森すずこスペシャルウインク集」         |      |            |

## 参加ミュージシャン
| グローリー！ - Trumpet：川上鉄平・田沼慶紀 - Trombone：村田陽一 - Tuba：古本大志 夢見る！信じる！未来叶えて！ - Guitar：木原良輔 サンシャインハーモニー - Guitar：内田敏夫 (F.M.F) - Bass：中平チェリー皓也 - Keyboard：岸田勇気 (F.M.F) - All Programming：yamazo (F.M.F) 会いたいよ...会いたいよ！ - Guitar：木原良輔 - Bass：川崎哲平 - Piano：EFFY (FirstCall) - Drums：青山英樹 - Trumpet：佐々木史郎・澤野博敬 - Trombone：鹿討奏 - Alto&Tenor Saxophone：庵原良司 ミライスタート - All Other Instruments&Programming：Sizuk - Strings arrangement：牧野信博 - Strings：CRESTRingS feat. 尾池亜美 - Guitars：Sizuk&Randee みんなでイエー☆オーッ!! - Guitar：黒田晃年 サマーバケーション - Guitar：木島靖夫 - Bass：川崎哲平 - Drums：福長雅夫 - Tenor Saxophone：庵原良司 - Piano&All Other Instruments：EFFY (FirstCall) | 約束してよ？一緒だよ！ - Guitar：木島靖夫 - Bass：川崎哲平 - Drums：福長雅夫 - Strings：大先生室屋 - All Other Instruments：中西亮輔 スイートホーム - Recording&Mixing Engineer：Gregory Germain (Digz, Inc.) 私…見守ってるよ！ - Guitar：木島靖夫 恋のキモチは5% - Drums, Percussions and Programming：矢野博康 - Bass：千ヶ崎学 - Electric and Acoustic Guitar：後藤秀人 - Piano and Organ：諸岡大也 - Trumpet：中野勇介 - Alto Saxophone：加藤雄一郎 大切なキミ - Guitar：板垣祐介 全部受けとって、強く抱きしめて。 - Guitar：内田敏夫 (F.M.F) - Bass：工藤嶺 (F.M.F) - Keyboard：岸田勇気 (F.M.F) - All Programming：yamazo (F.M.F) ユニバーページ - E.Guitar, Strings Arrangement, Programming&Sound Producer：増田武史 |

## チャート
| チャート（2014年）                           | 最高位 |
| -------------------------------------------- | ------ |
| オリコン                                     | 9      |
| Billboard JAPAN Top Albums                   | 10     |
| サウンドスキャンジャパン（BD付・初回限定盤） | 15     |

## ツアー日程
| 日付          | 都市     | 会場                 |
| ------------- | -------- | -------------------- |
| 2014年6月14日 | 大阪市   | 大阪城音楽堂         |
| 2014年6月15日 | 名古屋市 | Zepp Nagoya          |
| 2014年6月28日 | 東京     | TOKYO DOME CITY HALL |